# کاهه
کاهه به گویش کاشمری: کَهَه نام روستایی از توابع بخش شش‌طراز شهرستان خلیل‌آباد در استان خراسان رضوی است(علت این نامگذاری آباد بودن این روستا در ایام قدیم،و وجود کاه و گندم در این روستا را دارد)این روستا در دهستان کویر قرار دارد و برپایهٔ سرشماری مرکز آمار ایران در سال ۱۳۸۵، جمعیت آن ۱٬۰۰۵ نفر (۲۳۷ خانوار) بوده است.شغل اکثر مردم آن کشاورزیست.